# Gliese 876 d
Gliese 876 d er den inderste af mindst tre exoplaneter der kredser om den røde dværgstjerne Gliese 876; den er et sted mellem 5,88 og 7,5 gange så tung som Jorden, sandsynligvis temmelig varm og formodentlig en stenplanet mere lig Jorden end en gasgigant som f.eks. Jupiter.

## Opdagelse
Som de fleste andre exoplaneter blev Gliese 876 d "afsløret" ved små periodiske udsving i stjernen Gliese 876's radialhastighed: På grund af dopplereffekten "svingede" bestemte spektrallinjer i lyset fra stjernen frem og tilbage i takt med at planetens tyngdekraft "hiver" stjernen snart i én, snart i en anden retning. I forvejen havde man på lignende måde fundet to andre planeter omkring samme stjerne, men beregninger viste at der var "noget" der gav anledning til yderligere "udsving", med en periode på knap 2 døgn. Opdagelsen blev offentliggjort i 2005 af et hold astronomer under ledelse af Eugenio Rivera.

## Omløbsbane og masse
Den halve storakse i Gliese 876 d's omløbsbane er blot 3,11 millioner kilometer, eller blot en 1/50-del af Jordens afstand fra Solen. På grund af denne meget korte afstand er det forventeligt at tidevandskræfterne har tvunget omløbsbanen ind i en cirkelrund facon, men ifølge beregninger kan det ikke udelukkes at excentriciteten er så høj som 0,22.
Metoden der afslører exoplaneter ud fra variationer i radialhastigheden kan "kun" sætte en nedre grænse for Gliese 876 d's masse; 5,88 gange Jordens masse. Afhængigt af baneplanets hældning kan den øvre grænse være op til 7,5 gange Jordens masse — først når eller hvis det lykkes at bestemme banehældningen, kan man komme nærmere et "bud" på planetens masse.

## Egenskaber
Indtil nu har man kun observeret Gliese 876 d indirekte ved dens "indflydelse" på stjernen, så egenskaber som radius, sammensætning osv. er endnu ukendte. På grund af den relativt lave masse går man ud fra at der er tale om en "klippeverden" som vores egen Jord samt Merkur, Venus og Mars´i vort eget Solsystem. Hvis man går ud fra en massefylde på 8 g/cm³ (højere end f.eks. Jordens, for at tage højde for at stoffet nær klodens centrum er presset hårdere sammen end materialet i Jordens kerne), giver det en radius ca. 73% større end Jordens.
Gliese 876 er både mindre og koldere end Solen, og udsender blot 1,24% af det lys og anden stråling som Solen leverer, endda mest i det for mennesker usynlige infrarøde område. Men planeten Gliese 876 d's omløbsbane ligger så tæt omkring stjernen, at dens overflade næsten nødvendigvis må være temmelig varm.
Desværre passerer Gliese 876 d ikke ind foran sin stjerne set fra Jorden — det ville ellers kunne afsløre en hel del flere detaljer om denne verden.